# Hoplolabis (Hoplolabis) bipartita
Hoplolabis (Hoplolabis) bipartita is een tweevleugelige uit de familie steltmuggen (Limoniidae). De soort komt voor in het Nearctisch gebied.